# Реформ (Алабама)
Риформ (енгл. Reform) град је у америчкој савезној држави Алабама. По попису становништва из 2010. у њему је живело 1.702 становника.

## Демографија
Према попису становништва из 2010. у граду је живело 1.702 становника, што је 276 (14,0%) становника мање него 2000. године.
| Група             | 2000.         | 2010.       |
| Белци             | 1.054 (53,3%) | 858 (50,4%) |
| Афроамериканци    | 888 (44,9%)   | 821 (48,2%) |
| Азијати           | 0 (0,0%)      | 0 (0,0%)    |
| Хиспаноамериканци | 7 (0,4%)      | 15 (0,9%)   |
| Укупно            | 1.978         | 1.702       |